# Cryptophagidae
Los criptofágidos (Cryptophagidae) son una familia de coleópteros polífagos. Se conocen unas 800 especies, pero parece seguro que muchas otras especies esperan ser descubiertas. Los miembros de esta familia, tanto adultos como larvas parece que se alimentan exclusivamente de los hongos , aunque se encuentran en una gran variedad de hábitats y situaciones (por ejemplo, en la descomposición de la madera, en la cubierta de los animales de piel / plumas). Estos escarabajos son generalmente pequeños o muy pequeños, por lo general, con un cuerpo de forma oval, básicamente, con una ligera "cintura".

## Subfamilias, tribus y géneros
- Atomariinae LeConte, 1861
  - Atomariini LeConte, 1861
    - Atomaria — Atomaroides — Chilatomaria — Curelius — Ephistemus — Microatomaria — Ootypus — Paratomaria — Salltius — Tisactia

  - Cryptafricini Leschen, 1996
    - Anitamaria — Cryptafricus — Cryptogasterus — Microphagus

  - Hypocoprini
    - Alfieriella — Amydropa — Hypocoprus — Hypophagus
- Cryptophaginae
  - Caenoscelini
    - Caenoscelis — Dernostea — Himascelis — Renodesta — Sternodea

  - Cryptophagini
    - Antherophagus — Asternodea — Catopochrotus — Cryptophagus — Henoticus — Henotiderus — Henotimorphus — Micrambe — Mnionomidius — Mnioticus — Myrmedophila — Neohenoticus — Paramecosoma — Pteryngium — Salebius — Serratomaria — Spaniophaenus — Spavius — Striatocryptus — Telmatophilus

  - Cryptosomatulini Crowson, 1980
    - Agnetaria — Antarcticotectus — Brounina — Chiliotis — Cryptosomatula — Cryptothelypterus — Micrambina — Neopicrotus — Ostreacryptus — Picrotus — Thortus